# Fibrado principal
En matemáticas, un G-fibrado principal es una clase especial de fibrado para la cual las fibras son todas espacios homogéneos principales respecto a un grupo topológico. 
Los G-fibrados principales son G-fibrados en el sentido que el grupo G también sirve como el grupo estructural del fibrado. Los fibrados principales tienen usos importantes en la topología y la geometría diferencial. También han encontrado el uso en física del donde forman la parte de la teoría de gauge. Los fibrados principales proporcionan un marco unificador en la teoría de los 
fibrados en el sentido que todos los fibrados con grupo estructural G determinan un único G-fibrado principal desde el cual puede ser 
reconstruido el fibrado original. 

## Definición formal
Un {\displaystyle G}-fibrado principal es un fibrado
{\displaystyle \pi :P\to X} junto a una acción a derecha continua
{\displaystyle P\times G\to P} por un grupo topológico {\displaystyle G} tal que {\displaystyle G} 
preserva las fibras de {\displaystyle P} y la acción
es libre y transitiva. 
La fibra abstracta del fibrado se la toma como {\displaystyle G} 
(a menudo se requiere que el espacio base {\displaystyle X} sea un
espacio de Hausdorff y posiblemente paracompacto). 
Se sigue que las órbitas de la {\displaystyle G}-acción son precisamente las fibras del fibrado y el espacio de órbitas es homeomorfo al espacio homogéneo {\displaystyle P/G}.
Un {\displaystyle G}-fibrado principal puede también ser caracterizado como un {\displaystyle G}-fibrado {\displaystyle \pi :P\to X} con fibra {\displaystyle G} donde el grupo de la estructura actúa en la fibra por la multiplicación a izquierda. Puesto que la multiplicación a derecha por {\displaystyle G} en la fibra conmuta con la acción del grupo estructural, existe una noción invariante de multiplicación a 
derecha de {\displaystyle G} sobre {\displaystyle P}. 
La noción de fibrado principal se puede extender a la categoría de lasvariedades diferenciables, requiriendo que {\displaystyle \pi :P\to X} sea una aplicación diferenciable entre variedades, {\displaystyle G} un grupo de Lie y que la acción de {\displaystyle G} sobre {\displaystyle P} sea diferenciable.

## Ejemplos
El ejemplo más común de un fibrado principal diferenciable es el fibrado de referencias, también llamado fibrado de marcos, de una variedad {\displaystyle M}. La fibra sobre un punto {\displaystyle x\in M} es el sistema de todos las referencias (es decir bases ordenadas) del 
espacio tangente {\displaystyle T_{x}M}. El grupo general lineal {\displaystyle GL(n,\mathbb {R} )} actúa en forma simple y transitiva sobre el conjunto de bases. Estas fibras se pueden unir de manera natural para obtener un {\displaystyle GL(n,\mathbb {R} )}-fibrado principal sobre
{\displaystyle M}. 
Variaciones en el ejemplo anterior incluyen el fibrado de referencias ortonormales de una variedad riemanniana. Aquí las referencias deben ser bases ortonormales respecto a la métrica. El grupo estructural es el grupo ortogonal {\displaystyle O(n)}.
Si {\displaystyle X} es un espacio topológico y {\displaystyle p:C\to X} es un cubrimiento normal (regular), esto último puede ser considerado un fibrado principal donde el grupo estructural {\displaystyle \pi _{1}(X)/p_{*}\pi _{1}(C)} actúa sobre {\displaystyle C} vía la acción de monodromía. En particular, el cubrimiento universal de un espacio topológico {\displaystyle X} es un fibrado principal sobre {\displaystyle X} con grupo estructural {\displaystyle \pi _{1}(X)}.
Sean {\displaystyle G} un grupo de Lie y {\displaystyle H} un subgrupo cerrado (no necesariamente normal). Entonces {\displaystyle G} es un {\displaystyle H}-fibrado principal sobre el espacio cociente (izquierdo) {\displaystyle G/H}. Aquí la 
acción de {\displaystyle H} en {\displaystyle G} es la multiplicación a derecha. Las fibras son los coconjuntos a izquierda de {\displaystyle H} (en este caso hay una fibra distinguida, la que contiene la identidad, que es naturalmente isomorfa a {\displaystyle H}). 
Consideremos la proyección {\displaystyle \pi :S^{1}\to S^{1}}
dada por {\displaystyle z\mapsto z^{2}}. Este {\displaystyle \mathbb {Z} _{2}}-fibrado principal es el fibrado asociado 
a la banda de Moebius. 
Los espacios proyectivos proporcionan ejemplos interesantes de fibrados principales. Recordemos que la {\displaystyle n}-esfera {\displaystyle S^{n}}es un cubrimiento doble del espacio proyectivo real {\displaystyle \mathbb {R} \mathbb {P} ^{n}}. 
La acción natural de {\displaystyle O(1)} sobre {\displaystyle S^{n}} da la estructura de {\displaystyle O(1)}-fibrado principal sobre {\displaystyle \mathbb {R} \mathbb {P} ^{n}}. Asimismo, {\displaystyle S^{2n+1}} es un {\displaystyle U(1)}-fibrado principal sobre {\displaystyle \mathbb {C} \mathbb {P} ^{n}} y 
{\displaystyle S^{4n+3}} es un {\displaystyle Sp(1)}-fibrado principal sobre el espacio proyectivo cuaterniónico
{\displaystyle \mathbb {H} \mathbb {P} ^{n}}. Entonces tenemos una serie de fibrados principales para cada entero positivo 
{\displaystyle n}: 
{\displaystyle {O}(1)\to S(\mathbb {R} ^{n+1})\to \mathbb {RP} ^{n}}
{\displaystyle {U}(1)\to S(\mathbb {C} ^{n+1})\to \mathbb {CP} ^{n}}
{\displaystyle {Sp}(1)\to S(\mathbb {H} ^{n+1})\to \mathbb {HP} ^{n}}

Aquí {\displaystyle S(V)} denota la esfera unidad en 
{\displaystyle V}. Por todos estos ejemplos el caso {\displaystyle n=1} da los fibrados de Hopf.

## Trivializaciones y secciones
Una de las preguntas más importantes con respecto a un espacio fibrado es si es o no un fibrado trivial (es decir isomorfo a un fibrado producto). Para los fibrados principales hay una caracterización conveniente de la trivialidad: 
Teorema. Un fibrado principal es trivial si y solamente si admite una sección global.
Este resultado no es cierto para fibrados en general. En particular los fibrados vectoriales, por ejemplo, tienen siempre la sección cero, sean triviales o no.
El mismo teorema se aplica a las trivializaciones locales de fibrados principales. Sea {\displaystyle \pi :P\to X} un {\displaystyle G}-fibrado principal. Un conjunto abierto {\displaystyle U} en {\displaystyle X} admite una trivialization local si y solamente si existe una sección local en {\displaystyle U}. Dado una trivialización local 
{\displaystyle \phi :\pi ^{-1}(U)\to U\times G} podemos definir una sección local asociada 
{\displaystyle s:U\to \pi ^{-1}(U)},
{\displaystyle s(x):=\phi ^{-1}(x,e)}
donde {\displaystyle e} es la identidad en {\displaystyle G}.
Recíprocamente, dado una sección local {\displaystyle s} podemos
definir una trivialización {\displaystyle \phi } por
{\displaystyle \phi ^{-1}(x,g)=s(x)\cdot g}
El hecho de que {\displaystyle G} actúa en forma simple y transitiva garantiza que esta aplicación es una biyección. Es posible comprobar 
que también es un homeomorfismo. Los trivializaciones locales definidas por una sección local son 
{\displaystyle G}-equivariantes en el sentido siguiente: 
si escribimos 
{\displaystyle \phi :\pi ^{-1}(U)\to U\times G}
en la forma
{\displaystyle \phi (p)=(\pi (p),\varphi (p))}
entonces la aplicación {\displaystyle \varphi :P\to G} satisface 
{\displaystyle \varphi (p\cdot g)=\varphi (p)\cdot g}
En términos de las secciones locales {\displaystyle s},
la aplicación {\displaystyle \varphi } viene dada por
{\displaystyle \varphi (s(x)\cdot g)=g.}
La versión local del teorema de la sección entonces indica que las trivializaciones locales equivariantes de un fibrado principal están en correspondencia con las secciones locales.
Sea {\displaystyle (\{U_{i}\},\{\phi _{i}\})} una trivialización local equivariante 
de {\displaystyle P} y {\displaystyle s_{i}} las secciones locales inducidas en cada {\displaystyle U_{i}}. En 
{\displaystyle U_{i}\cap U_{j}} las secciones {\displaystyle s_{i}} y {\displaystyle s_{j}} están relacionadas por el grupo {\displaystyle G}. En efecto, las funciones de transición entre las diferentes trivializaciones,
dadas por 
{\displaystyle (\phi _{j}\circ \phi _{i}^{-1}):(U_{i}\cap U_{j})\times G\to (U_{i}\cap U_{j})\times G}
en la primera coordenada resultan ser la identidad y envían 
{\displaystyle (x,e)\mapsto (x,t_{ij}(x))}.
Luego para cualquier {\displaystyle x\in U_{i}\cap U_{j}} tenemos
{\displaystyle s_{j}(x)=s_{i}(x)\cdot t_{ij}(x).}

## Caracterización de fibrados principales diferenciables
Si {\displaystyle \pi :P\to X} es un {\displaystyle G}-fibrado principal diferenciable, entonces {\displaystyle G} actúa en forma propia y libre 
en {\displaystyle P} de modo que el espacio de órbitas {\displaystyle P/G}
es difeomorfo al espacio base {\displaystyle X}. Resulta que esto caracteriza completamente a los fibrados principales diferenciables. Esto es, si {\displaystyle P} es una variedad diferenciable, {\displaystyle G} es un grupo de Lie y 
{\displaystyle \mu :P\times G\to P} una acción a derecha diferenciable, libre y propia entonces 
- {\displaystyle P/G} (espacio cociente por la acción {\displaystyle \mu }) es una variedad diferenciable,
- la proyección natural {\displaystyle \pi :P\to P/G} es una sumersión, y
- {\displaystyle P} es un {\displaystyle G}-fibrado principal diferenciable sobre {\displaystyle P/G}.

## Reducción del grupo estructural
Sea {\displaystyle \pi :P\to X} es un {\displaystyle G}-fibrado principal. Dado un subgrupo 
{\displaystyle H\subset G}, podemos considerar el fibrado {\displaystyle P/H} cuyas fibras son los 
coconjuntos
{\displaystyle G/H}. Si el nuevo fibrado admite una sección global, diremos que la sección es una reducción del grupo estructural de {\displaystyle G} al de {\displaystyle H}. En particular, si el {\displaystyle H} es la identidad, entonces una reducción de {\displaystyle G} a la identidad es equivalente a tener una sección global del fibrado original, lo cual es equivalente a que el fibrado sea trivial. En general no existen las reducciones del grupo estructural. 
Muchas preguntas sobre la estructura topológica de un fibrado se pueden reformular como preguntas sobre la admisibilidad 
de la reducción del grupo estructural. Por ejemplo: 
- Una variedad real {\displaystyle 2n}-dimensional admite una estructura compleja si el fibrado de marcos correspondiente a la variedad, cuyas fibras son {\displaystyle GL(2n,\mathbb {R} )}, puede ser reducido al grupo {\displaystyle GL(n,\mathbb {C} )\subset GL(2n,\mathbb {R} ).}
- Una variedad {\displaystyle n}-dimensional admite {\displaystyle n} campos vectoriales linealmente independientes en cada punto si su fibrado del marcos es paralelizable, es decir, si el fibrado de marcos admite una sección global.
- Una variedad real {\displaystyle n}-dimensional admite un campo {\displaystyle k}-plano si el fibrado de marcos puede ser reducido al grupo estructural {\displaystyle GL(k,\mathbb {R} )\subset GL(n,\mathbb {R} )}